# Chelonus basifemoralis
Chelonus basifemoralis är en stekelart som beskrevs av Vladimir Ivanovich Tobias 2000. Chelonus basifemoralis ingår i släktet Chelonus och familjen bracksteklar. Inga underarter finns listade i Catalogue of Life.